# Encinas de Esgueva
Encinas de Esgueva (appelée Encinas jusqu'en 1877) est une commune de la province de Valladolid dans la communauté autonome de Castille-et-León en Espagne.

## Sites et patrimoine
- Église San Mamés.
- Château de Encinas de Esgueva (es).

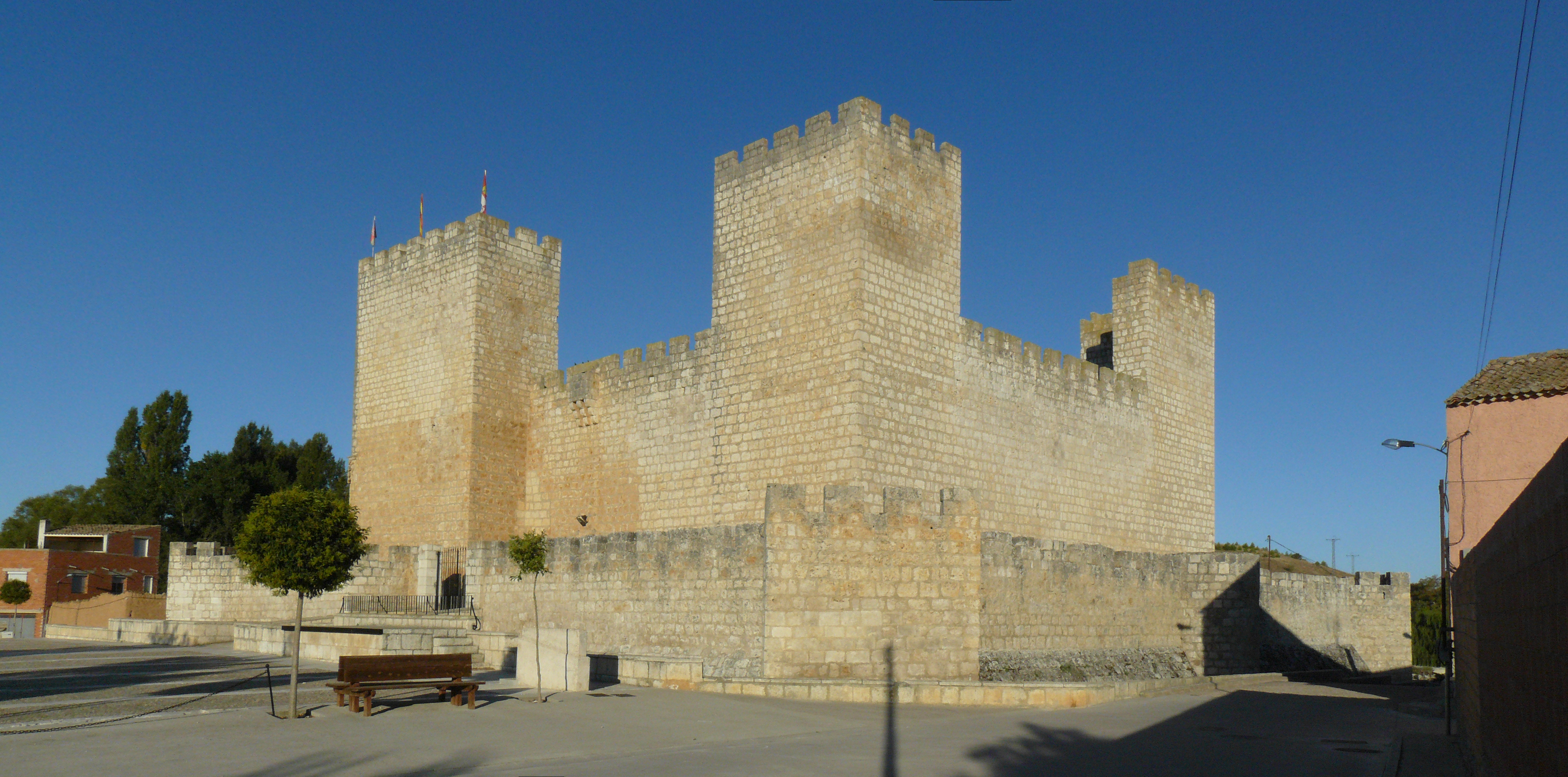
Château de Encinas de Esgueva.
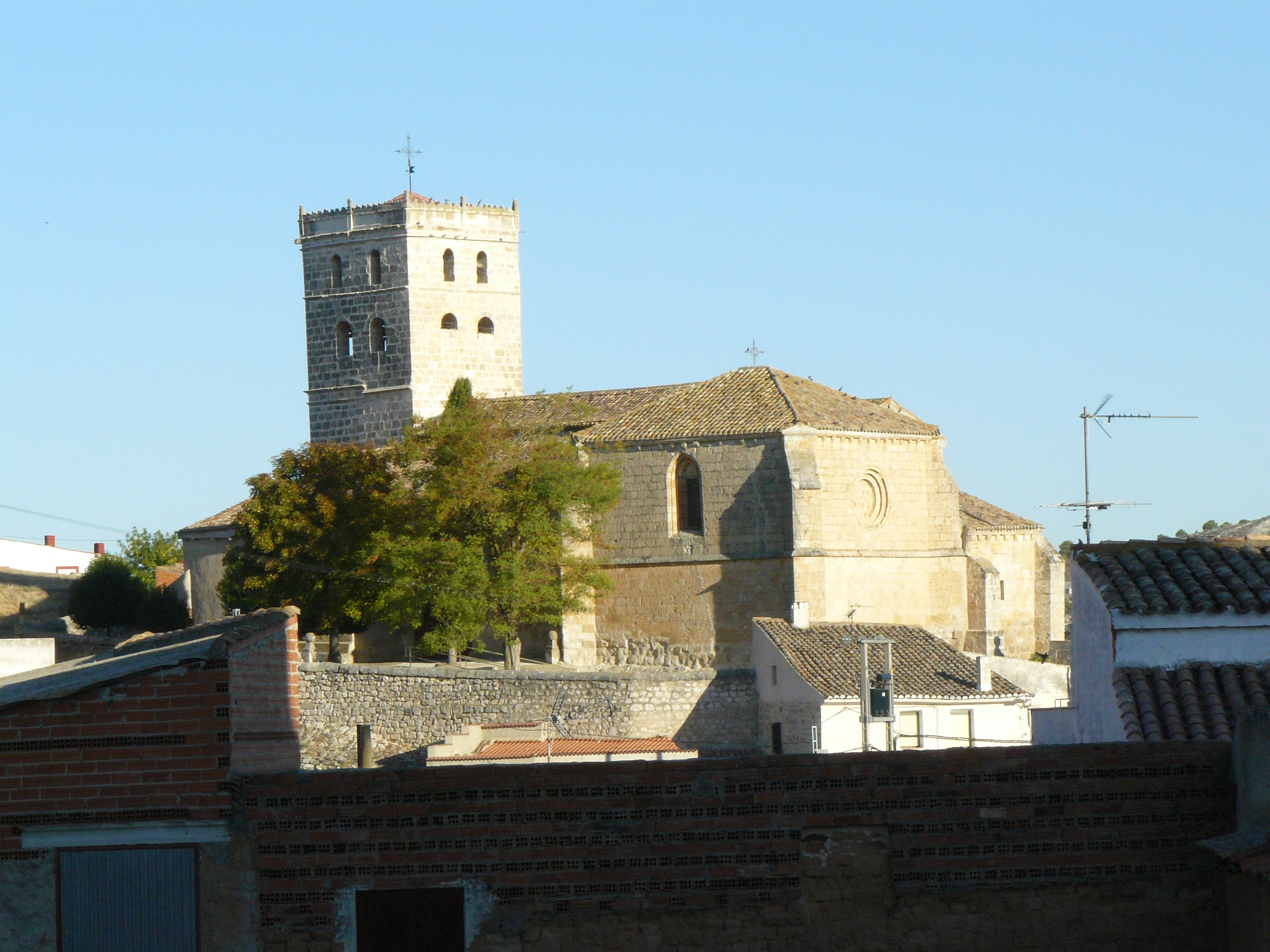
Église San Mamés.